# Comuna Valok
Valok (în ucraineană Валок) este o comună în raionul Poltava, regiunea Poltava, Ucraina, formată din satele Kaplunivka, Lozivka, Ocikanivka și Valok (reședința).

## Demografie
Componența lingvistică a comunei Valok
     Ucraineană (94,3%)
     Rusă (4,09%)
Conform recensământului din 2001, majoritatea populației comunei Valok era vorbitoare de ucraineană (94,3%), existând în minoritate și vorbitori de rusă (4,09%).